# Arcidiecéze vaduzská
Arcidiecéze vaduzská je římskokatolická arcidiecéze římského ritu se sídlem v lichtenštejnském hlavním městě Vaduzu.

## Historie a současnost

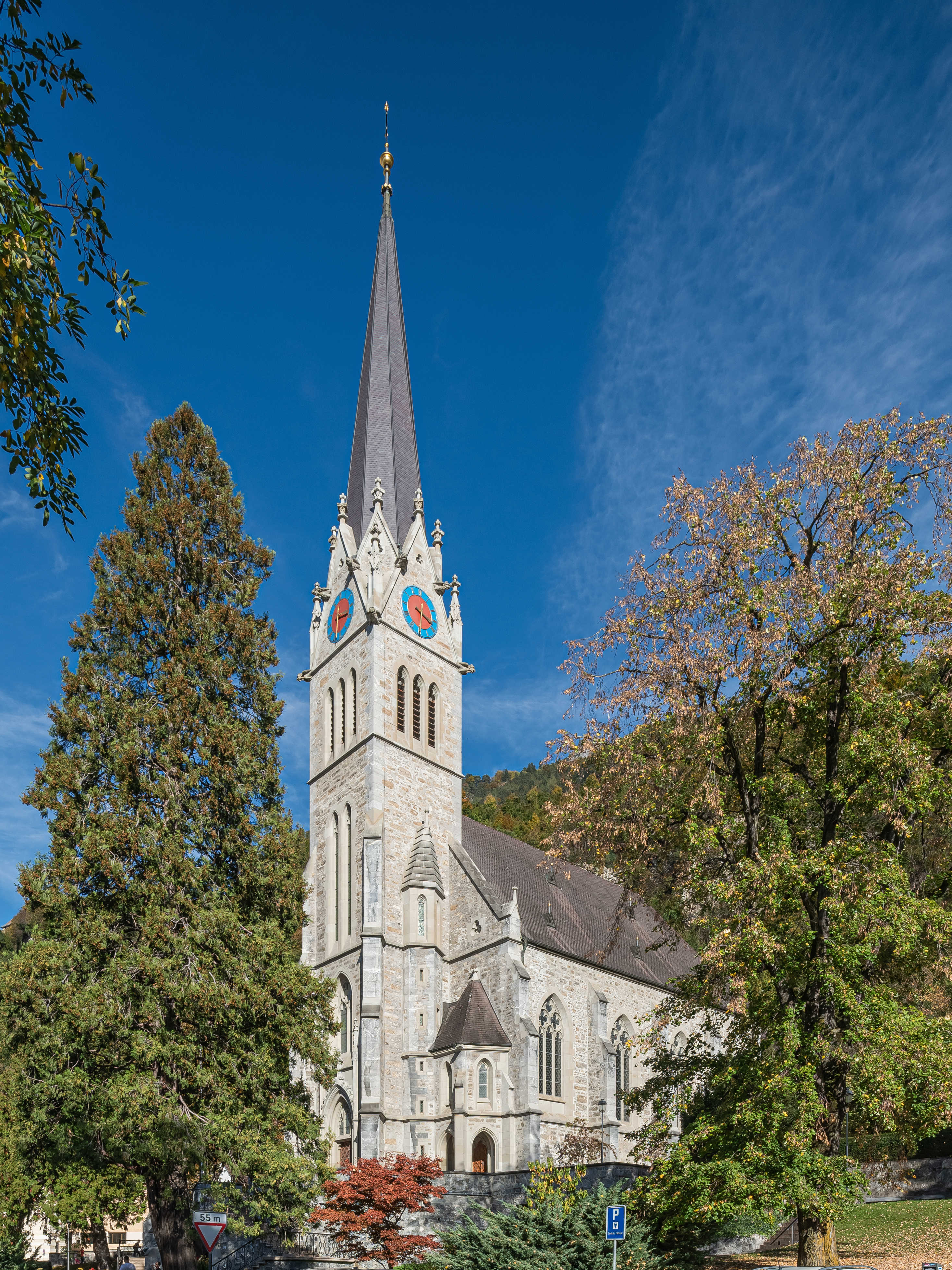
Vaduzská katedrála svatého Florina

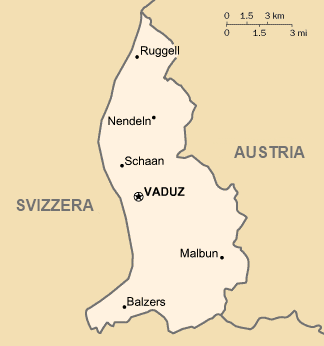
Území vaduzské arcidiecéze zaujímá celou rozlohu knížectví

Arcidiecéze vaduzská byl založena 2. prosince 1997 papežem Janem Pavlem II. vydělením z území churské diecéze. Jejím prvním arcibiskupem se stal Mons. Wolfgang Haas, bývalý biskup churský. Vaduzký arcibiskup nepatří do žádné církevní provincie (je exemptní diecézí), tzn., že není metropolitní arcidiecézí a podléhá přímo Svatému stolci. Jejím hlavním chrámem je katedrála svatého Florina (Kathedrale Pfarrkirche St. Florin) ve Vaduzu. K roku 2014 měla 27 280 věřících (z 35 890 obyv.,tj.76 %), 23 diecézních kněží, 12 řeholních kněží (35 celkem), 12 řeholníků, 47 řeholnic a 10 farností.
Ke dni 20. září 2023 přijal papež František přijal Haasovu rezignaci na pastorační řízení arcidiecéze Vaduz, předloženou z důvodu dosažení kanonické věkové hranice 75 let. Zároveň papež jmenoval dočasným administrátorem arcidiecéze sede vacante et ad nutum Sanctae Sedis Monsignora Benna Elbse, biskupa z Feldkirchu.

## Seznam arcibiskupů
- Wolfgang Haas (1997-2023)

## Seznam generálních vikářů
- Markus Walser (2000-2023)

## Patroni
Hlavní patronkou diecéze je Panna a Matka Boží Marie s hlavním svátkem Narození Panny Marie (8. září). Spolupatrony jsou sv. mučedník Lucius a sv. Florin.

## Členění
Vaduzská arcidiecéze se dělí do dvanácti farností:
- Balzers
- Bendern
- Eschen
- Mauren
- Nendeln
- Planken
- Ruggell
- Schaan
- Schellenberg
- Triesen
- Triesenberg
- Vaduz